# Ichneumon hummeli
Ichneumon hummeli är en stekelart som beskrevs av Per Abraham Roman 1936. Ichneumon hummeli ingår i släktet Ichneumon och familjen brokparasitsteklar. Inga underarter finns listade i Catalogue of Life.